# Instituto Oceanográfico de Woods Hole
O Instituto Oceanográfico de Woods Hole (WHOI) é um centro de pesquisa e educação de nível superior, privado e sem fins lucrativos, dedicado ao estudo de todos os aspectos da ciência e engenharia marinha e também à formação de pesquisadores marinhos. Fundado em 1930, é a maior instituição independente de pesquisas oceanográficas dos Estados Unidos da América, com um corpo discente de quase mil estudantes.